# Museu Eretz Israel
El Museu Eretz Israel (en hebreu: מוזיאון ארץ ישראל) (Muziun Eretz Israel) és un museu històric i arqueològic a Tel-Aviv, Israel. El museu va ser fundat en 1953, compta amb una gran pantalla d'artefactes arqueològics, antropològics i històrics organitzats en una sèrie de pavellons d'exposició en els seus terrenys. Cada pavelló està dedicat a un tema diferent: material de vidre, ceràmica, monedes, coure i més. El museu també compta amb un planetari. El "home i la seva obra" Les característiques de l'ala demostracions en viu d'antics mètodes de teixits, joieria i terrisseria, fleca moldre el gra i pa. Tel Quasile, una excavació en la qual 12 capes diferents de la cultura han estat descoberts, es troba en els terrenys del museu.